# Fußball-Weltmeisterschaft 1986/Spanien
Dieser Artikel behandelt die spanische Fußballnationalmannschaft bei der Fußball-Weltmeisterschaft 1986.

## Qualifikation
| Spanien    | - | Wales      | 3:0 | Rincón 7', Carrasco 83', Butragueño 89'                |
| Schottland | - | Spanien    | 3:1 | Johnston 33' 42', Dalglish 71' / Goikoetxea 65'        |
| Spanien    | - | Schottland | 1:0 | Clos 48'                                               |
| Wales      | - | Spanien    | 3:0 | Rush 44' 86', Hughes 53'                               |
| Island     | - | Spanien    | 1:2 | Teitur Thordarson 33'/ Sarabia 50', Marcos Alonso 67'  |
| Spanien    | - | Island     | 2:1 | Rincón 44', Gordillo 51' / Gudmundur Thorbjörnsson 35' |

## Spanisches Aufgebot
| Nr.               | Name                 | Verein vor WM-Beginn | Geburtstag | Spiele   | Tore     | Gelbe Karte | Rote Karte |
| Torhüter          | Torhüter             | Torhüter             | Torhüter   | Torhüter | Torhüter | Torhüter    | Torhüter   |
| ----------------- | -------------------- | -------------------- | ---------- | -------- | -------- | ----------- | ---------- |
| 1                 | Andoni Zubizarreta   | Athletic Bilbao      | 23.10.1961 | 5        | 0        | 0           | 0          |
| 13                | Urruti               | FC Barcelona         | 17.02.1952 | 0        | 0        | 1           | 0          |
| 22                | Juan Carlos Ablanedo | Sporting Gijón       | 02.09.1963 | 0        | 0        | 0           | 0          |
| Abwehrspieler     |                      |                      |            |          |          |             |            |
| 2                 | Tomás Reñones        | Atlético Madrid      | 09.08.1960 | 5        | 0        | 1           | 0          |
| 3                 | José Antonio Camacho | Real Madrid          | 08.06.1955 | 5        | 0        | 1           | 0          |
| 4                 | Antonio Maceda       | Real Madrid          | 16.05.1957 | 1        | 0        | 0           | 0          |
| 6                 | Rafael Gordillo      | Real Madrid          | 24.02.1957 | 1        | 0        | 0           | 0          |
| 8                 | Andoni Goikoetxea    | Athletic Bilbao      | 23.05.1956 | 4        | 1        | 2           | 0          |
| 11                | Julio Alberto        | FC Barcelona         | 07.10.1958 | 3        | 0        | 1           | 0          |
| 15                | Chendo               | Real Madrid          | 12.10.1961 | 1        | 0        | 0           | 0          |
| Mittelfeldspieler |                      |                      |            |          |          |             |            |
| 5                 | Víctor Muñoz         | FC Barcelona         | 15.03.1957 | 5        | 0        | 1           | 0          |
| 7                 | Juan Señor           | Real Saragossa       | 26.08.1958 | 4        | 1        | 0           | 0          |
| 14                | Ricardo Gallego      | Real Madrid          | 08.02.1959 | 4        | 0        | 0           | 0          |
| 17                | Francisco            | FC Sevilla           | 01.11.1962 | 4        | 0        | 0           | 0          |
| 18                | Ramón Calderé        | FC Barcelona         | 16.01.1959 | 4        | 2        | 1           | 0          |
| 21                | Míchel               | Real Madrid          | 23.03.1963 | 5        | 0        | 1           | 0          |
| Stürmer           |                      |                      |            |          |          |             |            |
| 9                 | Emilio Butragueño    | Real Madrid          | 22.07.1963 | 5        | 5        | 0           | 0          |
| 10                | Francisco Carrasco   | FC Barcelona         | 06.03.1959 | 0        | 0        | 0           | 0          |
| 12                | Quique Setién        | Atlético Madrid      | 27.09.1958 | 0        | 0        | 0           | 0          |
| 16                | Poli Rincón          | Betis Sevilla        | 28.04.1957 | 0        | 0        | 0           | 0          |
| 19                | Julio Salinas        | Atlético Madrid      | 11.09.1962 | 5        | 1        | 0           | 0          |
| 20                | Eloy                 | Sporting Gijón       | 10.07.1964 | 3        | 1        | 0           | 0          |
| Trainer           |                      |                      |            |          |          |             |            |
|                   | Miguel Muñoz         |                      | 19.01.1922 |          |          |             |            |

## Spiele der spanischen Mannschaft

### Vorrunde
- Brasilien –  Spanien 1:0 (0:0)

Stadion: Estadio Jalisco (Guadalajara)
Zuschauer: 65.000
Schiedsrichter: Bambridge (Australien)
Tor: 1:0 Sócrates (62.)
- Spanien –  Nordirland 2:1 (2:0)

Stadion: Estadio Tres de Marzo (Guadalajara)
Zuschauer: 28.000
Schiedsrichter: Brummeier (Österreich)
Tore: 1:0 Butragueño (1.), 2:0 Salinas (18.), 2:1 Clarke (46.)
- Spanien –  Algerien 3:0 (1:0)

Stadion: Estadio Tecnológico (Monterrey)
Zuschauer: 20.000
Schiedsrichter: Takada (Japan)
Tore: 1:0 Calderé (15.), 2:0 Calderé (68.), 3:0 Eloy (70.)
Brasilien blieb ohne Gegentreffer zwar Sieger der Gruppe D, doch die Erfolge über Spanien (1:0) und vor allem gegen Algerien (1:0), sowie Nordirland (3:0) waren wenig berauschend. Auch Spanien als Gruppenzweiter riss keine Bäume aus. Mühevoll besiegten die Butragueno & Co. Nordirland (2:1) und eindeutiger die nachlassenden Algerier (3:0). Algerien und Nordirland trennten sich in einem schwachen Spiel 1:1 und schieden aus.

### Achtelfinale
| 38.500 | Estadio La Corregidora (Querétaro) | Dänemark | Spanien | Keizer (Niederlande) | 1:5 (1:1) | 1:0 J. Olsen (33.) 11m 1:1 Butragueño (43.) 1:2 Butragueño (56.) 1:3 Goikoetxea (68.) 11m 1:4 Butragueño (80.) 1:5 Butragueño (88.) 11m |

Dänemark wurde von den Spaniern mit 5:1 (vier Tore von Butragueño) entzaubert.

### Viertelfinale
| 45.000 | Estadio Cuauhtémoc (Puebla) | Belgien | Spanien | Kirschen (DDR) | 6:5 n. E. (1:1, 1:0) | 1:0 Ceulemans (35.) 1:1 Señor (85.) Elfmeter: Señor getroffen Claesen getroffen Eloy gehalten Scifo getroffen Chendo getroffen Broos getroffen Butragueño getroffen Vervoort getroffen Víctor Muñoz getroffen Van der Elst getroffen |

Spanien und Belgien ermittelten den Sieger erst im Elfmeterschießen. Ceulemans (34.) und Señor (85.) hatten die Tore vor der torlosen Verlängerung erzielt. Bis auf den Elfmeter von Eloy (Jean-Marie Pfaff hielt den Ball) verwandelten alle Schützen ihren Strafstoß. Überraschend zogen somit die Belgier ins Halbfinale ein, während die Spanier mit ihrem an diesem Tag enttäuschenden Stürmerstar Butragueño die Heimreise antraten.